# Eubaphe rotundata
Eubaphe rotundata là một loài bướm đêm trong họ Geometridae.